# Кемпен, Магали
Магали Кемпен (нидерл. Magali Kempen; род. 30 ноября 1997, Херенталс, Фламандский регион) — бельгийская профессиональная теннисистка. Победительница одного турнира WTA (2025) и финалистка одного турнира WTA (2024) в парном разряде; и победительница 36 турниров ITF (11 — в одиночном разряде).

## Общая биография
Родилась 30 ноября 1997 года в Херенталсе, во Фландрии, в Бельгии.

## Спортивная карьера
В 2015—2024 годах стала победительницей одиннадцати турниров ITF в одиночном разряде.
И в 2013—2025 годах стала победительницей ещё двадцати пяти турниров ITF в парном разряде.
В начале ноября 2024 года стала финалисткой в парном разряде турнира категории WTA 250 Открытый чемпионат Мериды (Мексика) вместе с соотечественницей Ларой Салден, где они в финале проиграли паре Ингрид Мартинс и Куинн Глисон со счётом 4-6, 4-6.
В начале февраля 2025 года стала победительницей парного разряда турнира категории WTA 250 на чемпионате Трансильвании в Клуж-Напока (Румыния), где она вместе с чешкой Анной Сисковой в финала победила пару Жаклин Кристиан и Анжелика Морателли со счётом 6-3, 6-1.

## Итоговое место в рейтинге WTA по годам
| Год  | Одиночный рейтинг | Парный рейтинг |
| 2024 | 415               | 140            |
| 2023 | 294               | 267            |
| 2022 | 239               | 283            |
| 2021 | 458               | 369            |
| 2020 | 421               | 513            |
| 2019 | 404               | 532            |
| 2018 | 922               | —              |
| 2017 | 460               | 479            |
| 2016 | 784               | 792            |
| 2015 | 634               | 676            |
| 2014 | 1065              | 473            |
| 2013 | —                 | 522            |
| 2012 | —                 | 748            |